# 奥西·韦内宁
奥西·韦内宁（芬蘭語：Ossi Väänänen，1980年8月18日—），芬兰男子冰球运动员。他曾代表芬兰参加2002年和2014年冬季奥林匹克运动会冰球比赛，其中2014年奥运会获得一枚铜牌。